# سیارک ۱۰۸۱۰
سیارک ۱۰۸۱۰ (به انگلیسی: 10810 Lejsturojr، نامگذاری:1993FL15) ده هزار و هشتصد و دهمین سیارک کشف شده‌است که در ۱۷ مارس ۱۹۹۳ کشف شد.
قدر مطلق سیارک برابر ۱۳٫۰۰ است.